# Dorris Motor Car Company

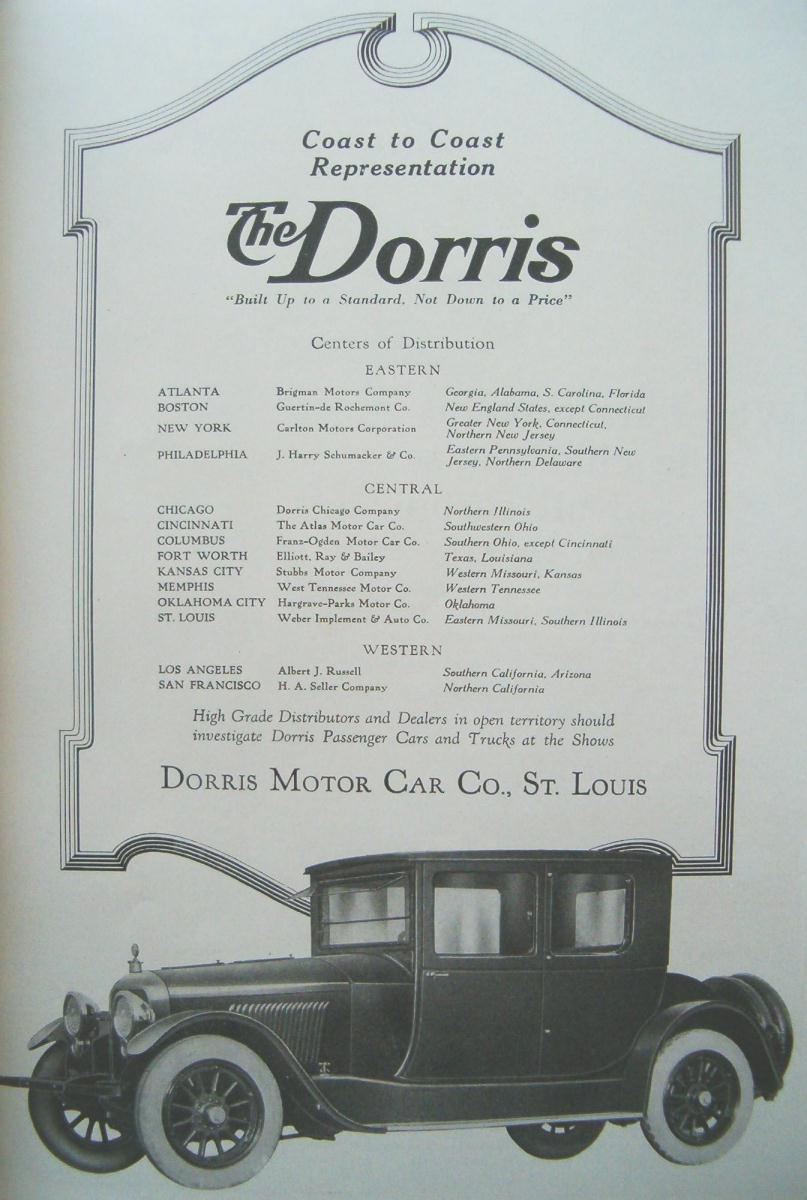
Werbung der Dorris Motor Car Co. 1921

Die Dorris Motor Car Company war ein amerikanischer Autohersteller.

## Geschichte
George Preston Dorris baute 1897 als 23-Jähriger im elterlichen Fahrradgeschäft in seiner Heimatstadt Nashville, Tennessee ein erstes mit Motorenbenzin angetriebenes Experimentalfahrzeug. Zwei Jahre später zog er nach St. Louis, Missouri und begann mit dem Bau von kleinen, einfachen Automobilen. Diese Fahrzeuge waren mit Ein- und Zweizylindermotoren ausgestattet und trugen zunächst den Markennamen St. Louis.
Im August 1905 wurde mit finanzieller Unterstützung des Geschäftsmannes H. Benjamin Krenning die Dorris Motor Car Company gegründet. Die Kapitalbasis betrug zunächst 55.000 US-Dollar und wurde später auf 1 Million US-Dollar erhöht. Krenning wurde Präsident, Dorris Vizepräsident und Webster Colburn Sekretär. Das erste Fahrzeug des neu gegründeten Unternehmens war ein Tourenwagen mit einem Vierzylindermotor, hatte einen Radstand von 2600 mm und wurde auf der New York Automobile Show vorgestellt. 

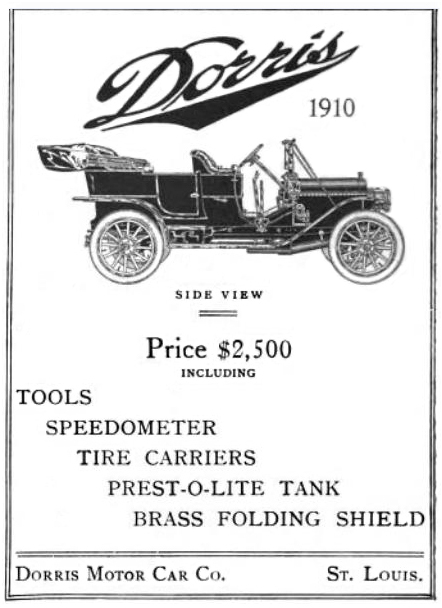
Werbung für Dorris Automobile 1909

1911 wurde die Produktion von Lastkraftwagen aufgenommen. Diese erhielten zunächst markeneigene Getriebe sowie Motoren mit OHV-Ventilsteuerung. Seit 1920 wurden Achsen der Timken Company verbaut. 1916 wurde ein Fahrzeug mit einem Sechszylindermotor eingeführt.

## Produktionszahlen
Von 1910 bis 1920 wurden jährlich nur 180 bis 284 Fahrzeuge gebaut. 
Die geringe Nachfrage war auch durch den relativ hohen Verkaufspreis mitverursacht: Die handgefertigten Fahrzeuge wurden nicht unter 2000 US-Dollar verkauft, während ein in Fließbandfertigung produzierter Ford für weniger als 400 US-Dollar erhältlich war.
1921 war das erfolgreichste Jahr mit einer Produktion von rund 1000 Last- und Personenkraftwagen. 1922 fiel die Produktion jedoch wieder auf unter 400.
15 Fahrzeuge sollen noch existieren.

## Ende der Produktion
Der durch die geringe Fahrzeugproduktion mitverursachte geringe Erlös führte zu jährlichen finanziellen Verlusten. Der Hauptkapitaleigner und Präsident des Unternehmens H. B. Krenning entschied daher 1923, sein finanzielles Engagement zurückzuziehen. Ende 1923 wurde das Unternehmen liquidiert. Im Folgejahr erfolgte eine Wiederbelebung der Nutzfahrzeugproduktion; in kleinen Stückzahlen wurde noch bis 1926 produziert. In diesem Jahr erfolgte das endgültige Ende der Fahrzeugherstellung.